# Mirnyy Peak
Mirnyy Peak är en bergstopp i Antarktis. Den ligger i Västantarktis. Argentina, Chile och Storbritannien gör anspråk på området. Toppen på Mirnyy Peak är 750 meter över havet.
Terrängen runt Mirnyy Peak är mycket platt. Mirnyy Peak är den högsta punkten i trakten. Trakten är obefolkad. Det finns inga samhällen i närheten.